# Craig Walton
Craig Walton (* 10. Oktober 1975 in Ulverstone) ist ein ehemaliger australischer Triathlet. Er ist Junioren-Vize-Weltmeister Triathlon (1995) und Olympiastarter (2000).

## Werdegang
Der gebürtige Tasmanier Craig Walton war seit 1990 im Triathlon aktiv.
1995 wurde er Junioren-Vize-Weltmeister Triathlon. Bei der Weltmeisterschaft in Perth im Jahr 2000 gewann er Bronze. Sein Spitzname ist „Waldo“.

### Olympische Sommerspiele 2000
Der sechsmalige Weltcup-Sieger hatte auch an der olympischen Premiere im Jahr 2000 teilgenommen und belegte in Sydney den 27. Rang. Er war zudem zwischen 1997 und 2007 sechsmal beim traditionellen Noosa Triathlon erfolgreich. Bei seinem ersten Start auf der Langdistanz belegte er im Mai 2001 beim Ironman California (3,86 km Schwimmen, 180,2 km Radfahren und 42,195 km Laufen) den dritten Rang. Er wurde trainiert von Brett Sutton.
2008 erklärte er nach 17 aktiven Jahren seinen Rückzug vom aktiven Triathlon-Geschehen.
Er war nach seiner aktiven Zeit noch als Trainer tätig und trainierte z. B. auch die Triathletinnen Emma Moffatt, die Schweizerin Daniela Ryf sowie Emma Snowsill, mit welcher er damals privat liiert war.

## Sportliche Erfolge
| Datum/Jahr    | Rang | Wettbewerb                                  | Austragungsort   | Zeit        | Bemerkung |
| ------------- | ---- | ------------------------------------------- | ---------------- | ----------- | --- |
| 2007          | 2    | Ironman 70.3 Baja                           | Ensenada         |             | Zweiter hinter Chris McCormack                                                                                     |
| 3. Nov. 2007  | 1    | Noosa Triathlon                             | Noosa            | 01:48:46    | sechster Sieg beim Noosa Triathlon – neben Emma Snowsill bei den Frauen                                            |
| 29. Okt. 2006 | 1    | Noosa Triathlon                             | Noosa            | 01:47:46    | |
| 2005          | 40   | London Triathlon                            | London           |             | [ 4 ] |
| 7. Nov. 2004  | 1    | Noosa Triathlon                             | Noosa            | 01:47:05    | Sieger neben Emma Snowsill                                                                                         |
| 22. Aug. 2004 | 2    | Half Ironman UK                             | Sherborne        |             | |
| 2003          | 1    | Noosa Triathlon                             | Noosa            | 01:44:50    | Sieger neben Emma Snowsill                                                                                         |
| 2003          | 1    | ITU Triathlon World Cup                     | Geelong          |             | |
| 2002          | 1    | Noosa Triathlon                             | Noosa            | 01:46:38    | |
| 2002          | 1    | ITU Triathlon World Cup                     | Tiszaújváros     |             | |
| 2. Sep. 2001  | 3    | Goodwill Games                              | Brisbane         |             | [ 5 ] |
| 1. Mai 2001   | 2    | Wildflower Triathlon                        | Lake San Antonio |             | |
| 16. Sep. 2000 | 27   | Olympische Sommerspiele 2000                | Sydney           | 01:50:57,66 | |
| 30. Apr. 2000 | 3    | ITU Triathlon World Championships           | Perth            | 01:51:58    | Dritter bei der Weltmeisterschaft auf der olympischen Distanz (1,5 km Schwimmen, 40 km Radfahren und 10 km Laufen) |
| 30. Juli 2000 | 1    | ITU Triathlon World Cup                     | Corner Brook     | 01:55:52    | |
| 2000          | 1    | Laguna Phuket Triathlon                     | Phuket           |             | [ 6 ] |
| 2000          | 1    | Canberra Half Ironman Triathlon             | Canberra         | 03:54:18    | |
| 15. Aug. 1999 | 1    | ITU Triathlon World Cup                     | Corner Brook     | 01:54:12    | |
| 2. Aug. 1998  | 1    | ITU Triathlon World Cup                     | Corner Brook     | 01:58:45    | |
| 1997          | 1    | Noosa Triathlon                             | Noosa            | 01:44:13    | Streckenrekord |
| 10. Aug. 1997 | 1    | ITU Triathlon World Cup                     | Tiszaújváros     | 01:46:19    | |
| 12. Nov. 1995 | 2    | ITU Triathlon World Championship Junior Men | Cancún           | 01:57:10    | Junioren-Vize-Weltmeister                                                                                          |

| Datum/Jahr   | Rang | Wettbewerb         | Austragungsort     | Zeit     | Bemerkung                        |
| ------------ | ---- | ------------------ | ------------------ | -------- | -------------------------------- |
| 19. Mai 2001 | 3    | Ironman California | Vereinigte Staaten | 08:39:44 | erster Start auf der Langdistanz |

(DNF – Did Not Finish)